# Activités subaquatiques aux Jeux mondiaux de 2025
Navigation
Birmingham 2022 Karlsruhe 2029
Les épreuves d'activités subaquatiques des Jeux mondiaux de 2025 ont lieu les 10 et 11 août 2025 au Natatorium du campus du lac Sancha à l'Université du sport de Chengdu : elles regroupent la nage avec palmes et l'apnée dynamique, cette dernière discipline est une nouveauté par rapport à l'édition précedente.
Ce sera la première fois que seront présents des épreuves pour des parasportifs avec quatre épreuve d'apnée dynamique ; des épreuves de ju-jitsu pour athlètes handicapés est aussi au programme de ses jeux.

## Nage avec palmes

### Organisation
Chaque pays peut inscrire jusqu'à deux nageurs par distance et une équipe de relais, selon les qualifications. Les sélections sont établies selon le classement des temps chronométré après les manches de la Coupe du monde, la finale de la Coupe du monde et le Championnat du monde 2024(le classement basé sur les points des Coupes du monde n'est pas pris en compte).
Les sept meilleurs relais sur le 4x100m surface sont qualifiés - c'est la même équipe qui est alignée sur le 4x50m. Le pays hôte dispose d'une place pour les relais.
| Épreuve        | Quota | Équipe | Équipe |
| Épreuve        | Quota | Hommes | Femmes |
| -------------- | ----- | --- | --- |
| Relais surface | 8     | Colombie (02:18.55) Corée du Sud (02:22.08) Allemagne (02:22.12) Hongrie (02:24.10) Grèce (02:25.43) France (02:25.65) Ukraine (02:26.29) ChineH (02:27.22) | ChineH (02:36.29) Colombie (02:37.35) Ukraine (02:37.92) Grèce (02:40.38) Italie (02:41.59) Corée du Sud (02:43.07) Allemagne (02:43.739) France (02:44.50) |

Les six meilleurs nageurs individuels sur les épreuves de surface sont aussi qualifiés ainsi que les six meilleurs nageurs individuels sur les épreuves bi-palmes. La fédération a la possibilité d'inviter un nageur sur chacune des épreuves. Une série qualificative a lieu en mars 2025 à Chengdu où les vainqueurs des courses se qualifieront s'ils ne l'ont pas encore fait.

## Plongée en apnée

### Organisation
Huit nageurs et huit nageuses sont qualifiés pour les deux épreuves. Les critères seront les meilleures performances réalisées lors des épreuves de la Coupe du monde en bassin et des Championnats du monde en bassin en 2024. Un pays ne peut aligner plus de deux athlètes.
Si certains athlètes obtiennent les deux places en apnée avec palmes et sans palmes, la sélection se poursuivra avec d'autres athlètes en fonction de la somme des meilleures performances avec palmes et sans palmes. Une série qualificative a lieu en mars 2025 à Chengdu où quatre places, 2 athlètes par sexe, peuvent être décrochées.
| Critère | Critère                          | Qualifiés | Qualifiés |
| Critère | Critère                          | Hommes    | Femmes    |
| ------- | -------------------------------- | --------- | --------- |
| 1       | Athlète chinois                  |           |           |
| 2       | 1re meilleure performance DNF    |           |           |
| 3       | 2e meilleure performance DNF     |           |           |
| 4       | 3e meilleure performance DNF     |           |           |
| 5       | 1re meilleure performance DYN    |           |           |
| 6       | 2e meilleure performance DYN     |           |           |
| 7       | 3e meilleure performance DYN     |           |           |
| 8       | 1re meilleure performance DYN BF |           |           |
| 9       | Série 2025 DNF / DYN             |           |           |
| 10      | Série 2025 DNF / DYN             |           |           |

Le 2e championnat du monde CMAS 2024 de parasport, qui s'est tenu du 14 au 18 novembre 2024 à Lignano Sabbiadoro en Italie, sert d'épreuve qualificative pour la para-plongée en apnée, où huit athlètes des catégories mixtes FFS1-FFS2 et FFS3-FFS4 (handicap moteur) sont sélectionnés pour concourir en dynamique avec palmes (prothèses autorisées) et sans palmes.

## Médaillés
| Épreuves                                   | Or                                                                        | Or      | Argent                                                                                 | Argent  | Bronze                                                                                      | Bronze  |
| Hommes                                     | Hommes                                                                    | Hommes  | Hommes                                                                                 | Hommes  | Hommes                                                                                      | Hommes  |
| ------------------------------------------ | ------------------------------------------------------------------------- | ------- | -------------------------------------------------------------------------------------- | ------- | ------------------------------------------------------------------------------------------- | ------- |
| 50m apnée                                  | Shin Myeong-jun                                                           | 13.74   | Max Poschart                                                                           | 13.87   | Zhang Siqian                                                                                | 14.21   |
| 100m surface                               | Max Poschart                                                              | 33.81   | Justus Mörstedt                                                                        | 34.31   | Tarek Hassan El-Sayed                                                                       | 34.84   |
| 200m surface                               | Nándor Kiss                                                               | 1:17.71 | Justus Mörstedt                                                                        | 1:18.80 | Juan Ocampo                                                                                 | 1:19.38 |
| 400m surface                               | Nándor Kiss                                                               | 2:52.68 | Oleksii Zakharov                                                                       | 2:57.03 | Alex Mozsár                                                                                 | 2:58.61 |
| Relais 4x50m surface                       | Allemagne- Max Poschart - Niklas Loßner - Justus Mörstedt - Marek Leipold | 59.35   | Ukraine- Serhii Smishchenko - Oleksandr Kuzmenko - Davyd Yelisieiev - Oleksii Zakharov | 1:00.26 | Colombie- Juan Rodríguez - Juan Duque - Mauricio Fernández - Juan Ocampo                    | 1:00.36 |
| Relais 4x100m surface                      | Allemagne- Niklas Loßner - Justus Mörstedt - Marek Leipold - Max Poschart | 2:17.39 | Ukraine- Serhii Smishchenko - Oleksandr Kuzmenko - Davyd Yelisieiev - Oleksii Zakharov | 2:18.73 | Corée du Sud- Shin Myeong-jun - Lee Dong-jin - Jang Hyoung-ho - Kwon Nam-ho                 | 2:18.78 |
| 50m bi-palmes                              | Szebasztián Szabó Györgyei                                                | 17.96   | Szymon Kropidłowski                                                                    | 18.41   | Marco Orsi Artur Artamonov                                                                  | 18.83   |
| 100m bi-palmes                             | Szymon Kropidłowski                                                       | 40.45   | Szebasztián Szabó Györgyei                                                             | 40.57   | Aleksei Fedkin                                                                              | 41.24   |
|                                            |                                                                           |         |                                                                                        |         |                                                                                             |         |
| Apnée dynamique sans palmes                | Mateusz Malina                                                            | 228,5 m | Rolando Salgado Martinez                                                               | 218,0 m | Vanja Peleš                                                                                 | 185,5 m |
| Apnée dynamique avec palmes                | Mateusz Malina                                                            |         | Alexey Molchanov                                                                       |         | Mauro Generali                                                                              |         |
|                                            |                                                                           |         |                                                                                        |         |                                                                                             |         |
| Para-apnée dynamique sans palmes FFS1-FFS2 | Long Dengxi                                                               | 134,5 m | Alexandre Boscari                                                                      | 122,0 m | Casper Marti-Beckmann                                                                       | 113,0 m |
| Para-apnée dynamique sans palmes FFS3-FFS4 | Alessandro Cianfoni                                                       | 108,0 m | Alexander Kusakin                                                                      | 107,0 m | Fabrizio Pagani                                                                             | 88,5 m  |
| Para-apnée dynamique avec palmes FFS1-FFS2 | Long Dengxi                                                               |         | Casper Marti-Beckmann                                                                  |         | Alexandre Boscari                                                                           |         |
| Femmes                                     |                                                                           |         |                                                                                        |         |                                                                                             |         |
| 50m apnée                                  | Diana Sliseva                                                             | 15.74   | Seo Ui-jin                                                                             | 15.79   | Yoon Mi-ri                                                                                  | 16.07   |
| 100m surface                               | Diana Sliseva                                                             | 38.62   | Hu Yaoyao                                                                              | 38.93   | Anastasiia Makarenko                                                                        | 39.14   |
| 200m surface                               | Sofiia Hrechko                                                            | 1:27.90 | Lilla Blaszák                                                                          | 1:28.42 | Ekaterina Mikhaylushkina                                                                    | 1:29.05 |
| 400m surface                               | Sofiia Hrechko                                                            | 3:11.88 | Anna Yakovleva                                                                         | 3:12.27 | Elizaveta Kupressova                                                                        | 3:14.11 |
| Relais 4x50m surface                       | Chine- Xie Wenmin - Shu Chengjing - Xu Yichuan - Hu Yaoyao                | 1:07.99 | Colombie- Grace Fernández - Paula Aguirre - Viviana Retamozo - Diana Moreno            | 1:08.82 | Ukraine- Yelyzaveta Hrechykhina - Sofiia Hrechko - Viktoriia Uvarova - Anastasiia Makarenko | 1:10.06 |
| Relais 4x100m surface                      | Chine- Shu Chengjing - Xu Yichuan - Xie Wenmin - Hu Yaoyao                | 2:36.06 | Colombie- Grace Fernández - Viviana Retamozo - Diana Moreno - Paula Aguirre            | 2:36.54 | Ukraine- Yelyzaveta Hrechykhina - Sofiia Hrechko - Viktoriia Uvarova - Anastasiia Makarenko | 2:36.82 |
| 50m bi-palmes                              | Petra Senánszky                                                           | 20.59   | Huang Mei-chien                                                                        | 21.33   | Valeriia Andreeva                                                                           | 21.80   |
| 100m bi-palmes                             | Petra Senánszky                                                           | 45.23   | Dorottya Pernyész                                                                      | 47.57   | Sofiya Lamakh                                                                               | 47.87   |
|                                            |                                                                           |         |                                                                                        |         |                                                                                             |         |
| Apnée dynamique sans palmes                | Julia Kozerska                                                            | 222,5 m | Zsófia Törőcsik                                                                        | 212,5 m | Magdalena Solich-Talanda                                                                    | 193,5 m |
| Apnée dynamique avec palmes                | Zsófia Törőcsik                                                           |         | Julia Kozerska                                                                         |         | Mirela Kardašević                                                                           |         |
|                                            |                                                                           |         |                                                                                        |         |                                                                                             |         |
| Para-apnée dynamique sans palmes FFS1-FFS2 | Huang Jingqiu                                                             |         | María Rodríguez Angarita                                                               |         | Marta Pozzi                                                                                 |         |
| Para-apnée dynamique sans palmes FFS3-FFS4 | Ilenia Colanero                                                           |         | Katia Aere                                                                             |         | NC                                                                                          | NC      |
| Para-apnée dynamique avec palmes FFS1-FFS2 | Huang Shiyu                                                               | 149,5 m | Marta Pozzi                                                                            | 124,5 m | María Rodríguez Angarita                                                                    | 116,0 m |

## Tableau des médailles
| Rang  | Nation                    | Or | Argent | Bronze | Total |
| ----- | ------------------------- | -- | ------ | ------ | ----- |
| 1     | Hongrie                   | 5  | 3      | 1      | 9     |
| 2     | Allemagne                 | 3  | 3      | 0      | 6     |
| 3     | Ukraine                   | 2  | 4      | 5      | 11    |
| 4     | Chine                     | 2  | 1      | 1      | 4     |
| 5     | Athlète individuel neutre | 2  | 0      | 4      | 6     |
| 6     | Corée du Sud              | 1  | 1      | 2      | 4     |
| 7     | Pologne                   | 1  | 1      | 0      | 2     |
| 8     | Colombie                  | 0  | 2      | 2      | 4     |
| 9     | Taipei chinois            | 0  | 1      | 0      | 1     |
| 10    | Égypte                    | 0  | 0      | 1      | 1     |
| 10    | Italie                    | 0  | 0      | 1      | 1     |
| Total | Total                     | 16 | 16     | 16     | 48    |

| Rang  | Nation                    | Or | Argent | Bronze | Total |
| ----- | ------------------------- | -- | ------ | ------ | ----- |
| 1     | Chine                     | 4  | 0      | 0      | 4     |
| 2     | Pologne                   | 3  | 1      | 1      | 5     |
| 3     | Italie                    | 2  | 2      | 3      | 7     |
| 4     | Hongrie                   | 1  | 1      | 0      | 2     |
| 5     | Athlète individuel neutre | 0  | 2      | 0      | 2     |
| 6     | Colombie                  | 0  | 1      | 1      | 2     |
| 6     | Danemark                  | 0  | 1      | 1      | 2     |
| 6     | France                    | 0  | 1      | 1      | 2     |
| 9     | Cuba                      | 0  | 1      | 0      | 1     |
| 10    | Croatie                   | 0  | 0      | 1      | 1     |
| Total | Total                     | 10 | 10     | 10     | 30    |